# Uranophora leucotela
Uranophora leucotela är en fjärilsart som beskrevs av Butler 1876. Uranophora leucotela ingår i släktet Uranophora och familjen björnspinnare. Inga underarter finns listade i Catalogue of Life.